# 용진가 (대한독립군단의 노래)
〈용진가〉는 1910년대부터 만주 지역에서 불린 독립군의 대표적인 군가이다. 조선민주주의인민공화국에서는 김일성 주석의 항일빨치산들이 부르던 혁명가요 〈유격대행진곡〉으로 알려져 있으며, 2000년 6월 13일 대한민국의 김대중 대통령의 방북행사 중 평양 순안공항에서 조선민주주의인민공화국 위병대(의장대)가 행진곡으로 연주하기도 했다. 1910년대 당시 만주지역의 신흥무관학교의 교가로도 변형되어 사용되었으며, 전주 지역에 1900년대 설립된 신흥학교의 교가로 변형되어 현재까지 사용되고 있다.